# Wolrad af Schaumburg-Lippe
Prins Wolrad til Schaumburg-Lippe (tysk: Wolrad Prinz zu Schaumburg-Lippe) (19. april 1887 – 15. juni 1962) var en tysk prins og erhvervsmand, der fra 1936 til 1962 var familieoverhoved for fyrstehuset Schaumburg-Lippe, der havde regeret i det lille fyrstendømme Schaumburg-Lippe i det centrale Tyskland indtil 1918.
Prins Wolrad var en yngre søn af Fyrst Georg 2. af Schaumburg-Lippe. Han blev familieoverhoved, da hans barnløse storebror Fyrst Adolf 2. af Schaumburg-Lippe døde ved en flyulykke i 1936.

## Ægteskab og børn
Prins Wolrad giftede sig i april 1925 i Simbach am Inn med sin halvkusine, Prinsesse Bathildis af Schaumburg-Lippe, eneste datter af Prins Albrect af Schaumburg-Lippe og Hertuginde Elsa af Württemberg.
De fik fire børn:
- Prins Adolf Friedrich Georg-Wilhelm Wolrad Hans-Werner (1926–1945)
- Prins Friedrich August Philipp-Ernst Wolrad (1928–2003)
- Prins Konstantin Karl-Eduard Ernst-August Stephan Alexander (1930-2008)
- Prinsesse Elsa Viktoria Luise Marie Barbara Elisabeth Bathildis Wera (født 1940)